# 鲍里斯·特拉伊科夫斯基

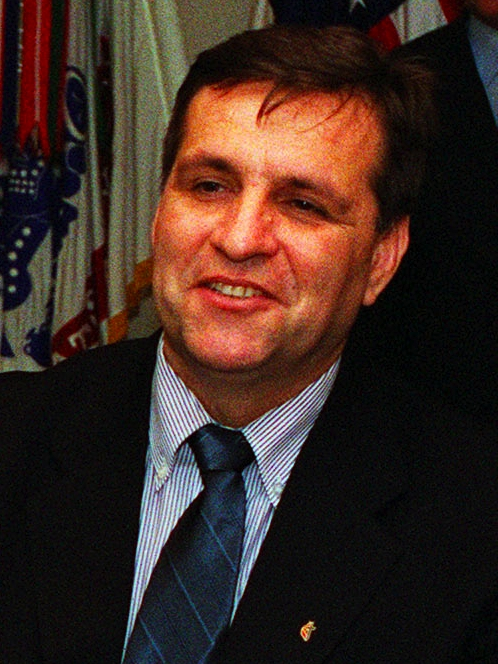
鲍里斯·特拉伊科夫斯基

鲍里斯·特拉伊科夫斯基（羅馬化：Boris Trajkovski；1956年6月25日—2004年2月26日)，第2任马其顿总统。争取马其顿民族统一民主党成员。
出生于马其顿斯特鲁米察市，1980年毕业于斯科普里大学法律系。
1999年12月10日当选为总统，12月15日宣誓就职。2004年2月26日，前往出席一個經濟座談會時，乘搭班機因惡劣天氣墜毀於波斯尼亚和黑塞哥维那而身亡。
| 前任： 基罗·格利戈罗夫 | 马其顿共和国总统 1999年－2004年 | 繼任： 布兰科·茨尔文科夫斯基 |